# María Cristina Kiehr
María Cristina Kiehr es una soprano argentina nacida en la ciudad bonaerense de Tandil en 1967, de amplia trayectoria en Europa en el área de la música barroca.
Se destaca como intérprete de música del Renacimiento español y latinoamericano y en óperas de Henry Purcell, Gluck, Vivaldi, Monteverdi, Francesco Cavalli y oratorios de Johann Sebastian Bach.
En 1983 se trasladó a Europa donde trabajó en la Schola Cantorum Basiliensis de Basilea con René Jacobs. Posteriormente colaboró con otros directores especializados en el periodo barroco como Gabriel Garrido (con quien debutó en el Teatro Colón en L'Orfeo de Monteverdi en 2001), Frans Brüggen, Gustav Leonhardt, Nikolaus Harnoncourt, Philippe Herreweghe, Chistophe Coin, participó en el grupo Concerto Köln, el Cantus Cölln y el grupo Hespèrion XX (luego llamado Hesperion XXI) bajo dirección de Jordi Savall.
Es miembro fundador del Cuarteto Vocal La Colombina y en colaboración con el clavecinista Jean-Marc Aymes del ensamble Concerto Soave (un concierto en el sentido original de la palabra, que se especializa en música italiana del período barroco temprano). Con ellos ha realizado giras por varios festivales de música del mundo, incluido el Utrecht Early Music Festival, el de Ambronay , los de Pontoise , Simiane-la-Rotonde , el de Semana Santa en Arlés , y en Montreux, Lausana, Marsella y el Cité de la musique en París .
Su colaboración con René Jacobs comenzó con la ópera Giasone de Cavalli en Innsbruck. Con Jacobs participó en los registros discográficos de L'incoronazione di Poppea de Monteverdi, L'Orontea de Cesti, Orpheus de Telemann, Venus y Adonis de Blow, Dido y Eneas de Purcell, Orfeo ed Euridice de Gluck, Dorilla in Tempe de Vivaldi y Maddalena ai piedi di Cristo de Caldara.
En 2019 fue premiada por la Fundación Konex con un Diploma al Mérito como una de las 5 mejores Cantantes Femeninas de esa década en la Argentina.

## Discografía de referencia
- A. Scarlatti: Bella Madre Dei Fiori / Kiehr, Aymes
- Bach: Cantates Profanes / Jacobs, Akademie Für Alte Musik
- Bach: Motetes / René Jacobs, Rias Kammerchor
- Buxtehude - Ciaccona "Il Mondo di Gira"/ Börner
- Canta La Maddalena / Kiehr, Aymes, Concerto Soave
- D'india: Madrigali E Canzonette / Aymes
- Gluck: Orfeo & Euridice / Jacobs
- Grandi: Vulnerasti Cor Meum / Jacobs, Schola Cantorum Basiliensis;
- Händel: La Resurrezione / De Vriend,
- Händel: La Resurrezione / Vriend, Combattimento
- Monteverdi: Vespro Della Beata Vergine / Savall
- Palestrina: Il Canzoniere / Van Dyck
- Mendelssohn: Paulus / Bernius
- Monteverdi. L'incoronazione Di Poppea. Concerto Vocale
- Monteverdi: L'Orfeo / René Jacobs
- Monteverdi: Pianto Della Madonna / Aymes
- Monteverdi: Vespro Della Beata Vergine / René Jacobs
- Moulinié: Airs De Cour / Revel, Convivencia
- Schütz: Weihnachtshistorie / René Jacobs, Concerto Vocale
- Strozzi: Sacri Musicali Affetti / Kiehr, Concerto Soave
- Vivaldi: Juditha Triumphans / King